# Nado Sincronizado en los Juegos Panamericanos

Nado Sincronizado

La prueba de Nado Sincronizado fue admitida en los Juegos Panamericanos desde la segunda edición que se celebró en Ciudad de México en México en 1955.
Está disciplina no se llevó a cabo en las ediciones de los Juegos Panamericanos 1959 (Estados Unidos) y 1967 (Canadá), siendo las dos únicas sedes en donde no se realizó.

## Eventos
Los siguientes eventos son los realizados en la prueba de nado sincronizado, según la sede son los eventos realizados.
- Dueto
- Equipo

*Deporte que no ha sido introducido para hombres o mixtos en los Juegos Panamericanos.

## Medallero Histórico
Actualizado Lima 2019
| Núm. | País           | Oro | Plata | Bronce | Total |
| ---- | -------------- | --- | ----- | ------ | ----- |
| 1    | Estados Unidos | 27  | 8     | 3      | 38    |
| 2    | Canadá         | 11  | 22    | 3      | 36    |
| 3    | México         | 0   | 7     | 17     | 24    |
| 4    | Venezuela      | 0   | 1     | 2      | 3     |
| 5    | Brasil         | 0   | 0     | 6      | 6     |
| 6    | Cuba           | 0   | 0     | 5      | 5     |